# Lady Bird (film)
Lady Bird  este un film american dramatic de comedie din 2017 regizat de Greta Gerwig. Rolurile principale au fost interpretate de actorii Saoirse Ronan, Laurie Metcalf, Tracy Letts, Lucas Hedges, Timothée Chalamet, Beanie Feldstein, Stephen McKinley Henderson și Lois Smith. Filmul a câștigat premiulGlobul de Aur pentru cel mai bun film – muzical sau comedie la a 75-a ediție a Premiilor Globul de Aur

## Prezentare
Povestea filmului are loc în Sacramento, California, în 2002; și prezintă viața unei adolescente și relația turbulentă cu mama ei.

## Distribuție
- Saoirse Ronan - Christine "Lady Bird".[8] McPherson
- Laurie Metcalf - Marion McPherson
- Tracy Letts - Larry McPherson
- Lucas Hedges - Danny O'Neill
- Timothée Chalamet - Kyle Scheible
- Beanie Feldstein - Julianne "Julie" Steffans
- Lois Smith - Sister Sarah Joan
- Stephen McKinley Henderson - Father Leviatch
- Odeya Rush - Jenna Walton
- Jordan Rodrigues - Miguel McPherson
- Marielle Scott - Shelly Yuhan
- John Karna -Greg Anrue
- Jake McDorman - Mr. Bruno
- Bayne Gibby - Casey Kelly
- Laura Marano - Diana Greenway
- Marietta DePrima - Miss Patty
- Daniel Zovatto - Jonah Ruiz
- Kristen Cloke - Ms. Steffans
- Andy Buckley - Uncle Matthew
- Kathryn Newton - Darlene Bell
- Myra Turley -  Sister Gina
- Bob Stephenson - Father Walther

## Producție
Filmările au avut loc în martie 2016. Cheltuielile de producție s-au ridicat la 10 milioane $.

## Primire
A avut încasări de 78,6 milioane $.